# Stosstruppen

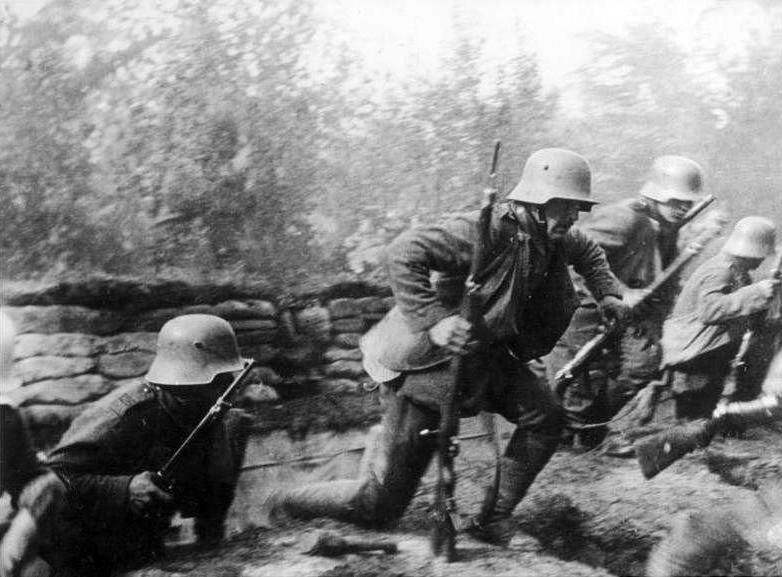
Tysk stormtrupp på västfronten.

Stosstruppen (tyska stöttrupper eller stormtrupper) var militära förband från Tysklands armé under slutet av första världskriget som utbildats i och använde sig av infiltrationstaktik på västfronten.